# Extra Band
Extra Band je česká rocková skupina působící s přestávkami od roku 1983. Navázala na skupinu Elegie, která hrála v letech 1977–1982.

## Historie

### Elegie (1977–1982)
Na jaře roku 1977 Jaroslav Rajtmajer se svým bratrem Václavem založili skupinu Elegie Jazz, která hrála náročnou muziku v duchu tehdy moderního jazz rocku. V létě roku 1979 skupina přešla z jazzu na tvrdší, energičtější muziku a byla založena Elegie Rock. Složení: Jaroslav Rajtmajer – zakladatel, skladatel, baskytarista, zpěv, Václav Rajtmajer – kytara, zpěv, Antonín Fekl – bicí, sólový zpěv, Jan Rous – klávesy, zpěv. Skupina vystupovala na tanečních zábavách, koncertech i festivalech. V dobách skupiny Elegie vznikly písně jako Sudé berou, Rockový bál, Měj se fajn, Vincent van Gogh a další. Tehdejší kapela Elegie odehrála poslední koncert 8. června 1982 v Praze.

### Extra Band (1983–současnost)
Na přelomu let 1982/1983 J. Rajtmajer a M. Moravec založili Extra Band. Jako další se připojil Jiří Mothejzlík (kytara), Milan Řánek (bicí) a Jan Svárovský (zpěv), tato sestava začala vystupovat v roce 1983. Jaroslav Rajtmajer byl stejně jako v Elegii autorem hudby většiny skladeb. Kapelník Jaroslav Rajtmajer nebyl příliš spokojený s Janem Svárovským a hledal ještě druhého zpěváka. V roce 1984 přišel ze skupiny Sejf Jaroslav Soukup. Začátkem léta 1984 došlo k další změně, Miroslav Moravec emigroval do USA. Nahradil ho kytarista Pavel Navrátil. Koncem roku 1984 vyměnil J. Rajtmajer zpěváka J. Svárovského za Antonína Fekla. Antonín Fekl ale brzy odešel do pražské kapely Projektil (Digi). Novým zpěvákem se stal Radomil Zíka, spolu s ním přišel kytarista bývalé Elegie Václav Rajtmajer. V tomto složení skupina natočila úplně stejné písničky jako Elegie: Sudé berou, Rockovej bál, A teď už zbývá jít, Vincent Van Gogh atd. a vydala dva singly u Supraphonu. Skupina přijala manažera Zdeňka Roučku a začátkem roku 1987 se profesionalizovala. Poté sestavu rozšířil nový klávesista Luboš Friček.
V prosinci 1988 skupina odehrála poslední koncert v Alfě, po kterém odešla většina členů s Jaroslavem Soukupem a založili skupinu Gepard. Jaroslav Rajtmajer dál pokračoval se zcela novou sestavou Extra Bandu. Do kapely přišel tehdy začínající zpěvák Dan Bárta, dále Jiří Milý – bicí, Roman Šandor – kytara, zpěv, Roman Pikl – klávesy. Dan Bárta zpíval v Extra Bandu jen krátce, protože se svým zpěvem neuspěl u tehdy povinných přehrávek.
V tomto složení skupina získala profesionální přehrávku: 1. kytara – Jaroslav Pohlod, 2. kytara – „Sako“ Josef Šafařík, zpěv – Jan Svárovský, klávesy – Roman Pikl, baskytara – Jaroslav Rajtmajer, bicí – Petr Kotora. Na konci roku 1989 Extra Band pozastavil svoji činnost.
V roce 1995 začal Jaroslav Rajtmajer spolu s Petrem Kotorou pracovat na přípravách podkladů pro novou desku Extra Bandu. V roce 1996 vyšel singl Zvony (CD singl 1996 u Snake Records / 0028-3), na kterém jsou skladby Zvony a Pláž písečných dun.
V roce 1999 dal Jaroslav Rajtmajer dohromady třetí sestavu Extra Bandu z mladých hudebníků: Filip Nováček: zpěv, Ondřej Franěk: kytara, klávesy, Martin Čech – klávesy, Pavel Vrána: zpěv, bicí, Michal Rajtmajer: kytara, bicí, baskytara, klávesy. V roce 2002 vyšla dlouho připravovaná deska Hodina H. Koncem roku 2003 část kapely odešla. Na pódia se vrátil Petr Kotora, objevil se zpěvák a kytarista Miroslav Cába a druhý kytarista Pavel Fekiač.
V roce 2012 novou, čtvrtou formaci Extra Bandu obnovili Petr Kotora a Jaroslav Rajtmajer, kytary se ujal Miroslav Litomerický s druhým kytaristou Zdeňkem Votavou a staronovým zpěvákem Pavlem Vránou. Skupina navázala kontakt s Miroslavem Moravcem, zakladatelem Extra Bandu, žijícím v USA, na jehož základě začala nová spolupráce. Nedlouho poté ale spoluzakladatel Jaroslav Rajtmajer po léčení v psychiatrické léčebně ze skupiny odešel. Vedení se po jeho odchodu ujal Petr Kotora a na baskytaru přišel Petr Kuchař.
Na náhlou mozkovou příhodu 22. dubna 2014 zemřel zpěvák skupiny Pavel Vrána. Na začátku roku 2015 z předchozí sestavy zůstal Petr Kotora, vrátil se Miroslav Cába a nově přišel Karel Babka. Skupina se uzavřela do studia, kde vzniklo nové album v angličtině s názvem Who We Are. Toto album bylo v roce 2016 vydáno u SUPRAPHONLINE. Tentýž rok byla skupině Extra Band udělena ochranná známka na název a logo. Extra Band se držel na prvním místě v CzechParádě na TV Rebel se skladbou Seductive Nights z alba Who We Are a stal se skupinou měsíce března 2017.

### Současní členové skupiny Extra Band
- Miroslav Cába – zpěv, Baskytara
- Radek Kroc – kytara, zpěv, sbory
- Petr Kotora – bicí, sbory

## Diskografie
- Sudé berou / Poslední zvonění (Supraphon, SP, 1987)
- Van Gogh / Žít s láskou (Supraphon, SP, 1988)
- The Best of Extra Band (originální nahrávky 1985–1987) (CD, 1999)
- Hodina H (CD, 2002)
- Marian Kudela & Extra Band – Ztracený ráj (Avik, CD, 2007)
- Who We Are (CD, 2016)
- The Power of Thought (CD, 2024)
- The Power of Thought -Extra Band
- Deathless (Singl 2024)
- I Like Girls (Singl 12/24/2024)
- Digital Love (Singl 02/05/2025)
- Virtual World (Singl 02/28/2025)